# Handrem
Een handrem is een rem op een voertuig die met de hand wordt bediend.

## Handrem van een fiets

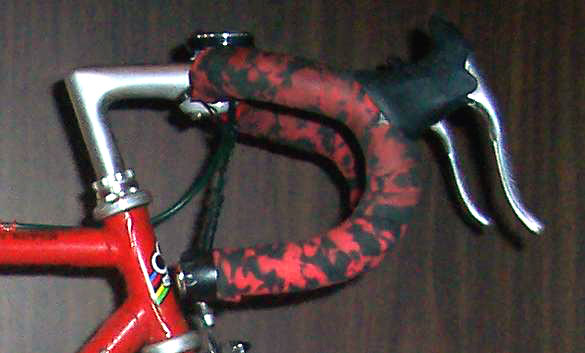
Handremmen op het stuur van een sportfiets

Bij fietsen wordt de handrem bediend met een of twee hendels aan het stuur. De rem zelf is meestal een velgrem of trommelrem. Meestal is er een rem op elk wiel, waarvan er een met de linker- en een met de rechterhand wordt bediend.
De overbrenging geschiedt meestal met bowdenkabels. Bij de klassieke Hollandse toerfiets worden trekstangen gebruikt.
Heeft een fiets geen handremmen, dan is er meestal een terugtraprem. Deze is vooral op eenvoudige Amerikaanse en Hollandse fietsen bekend.
Bij een fiets op drie of meer wielen kan de rem worden vastgezet, zodat hij ook als parkeerrem kan dienen.

## Handrem van een auto

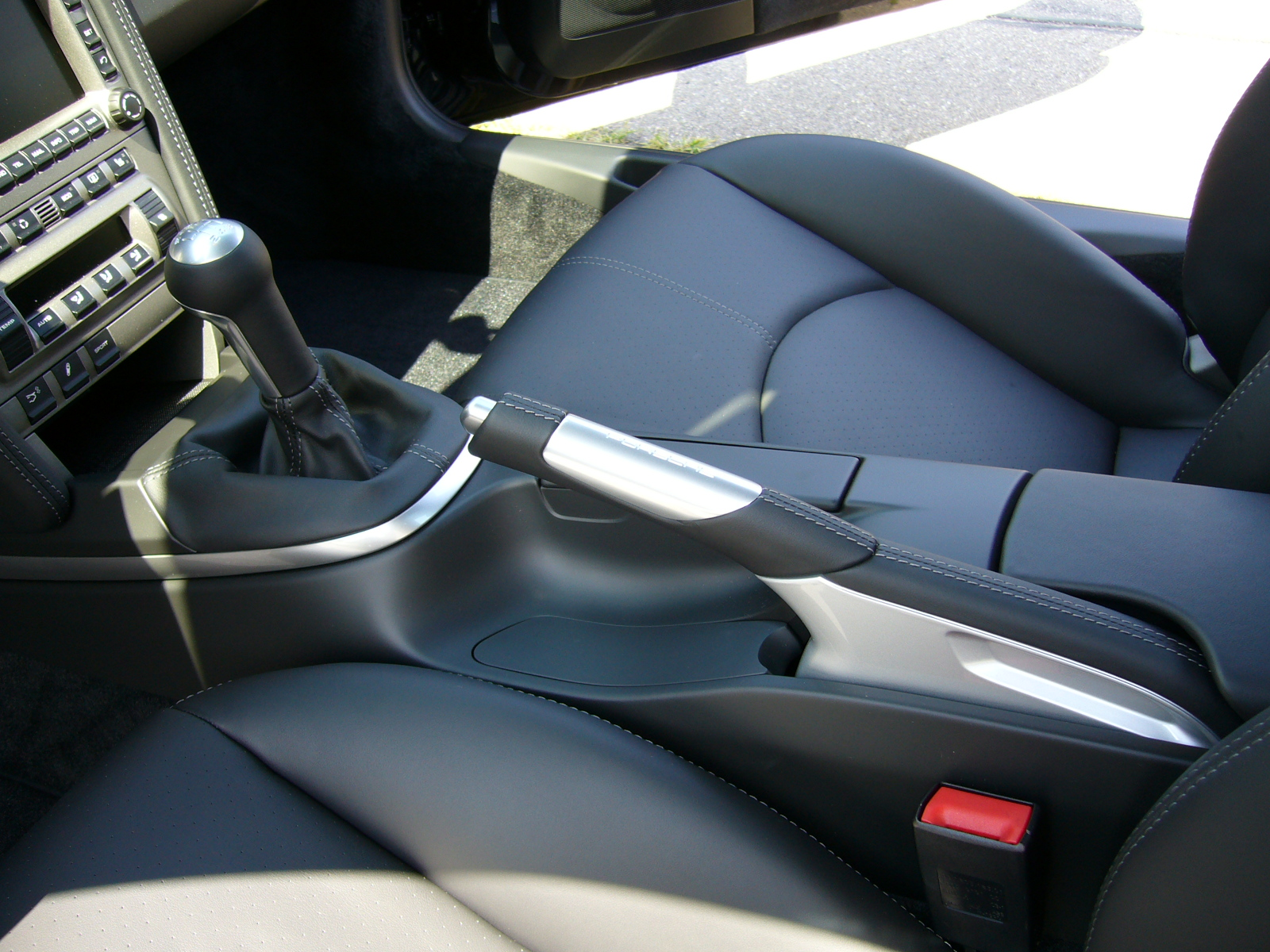
Handremhendel, hier gemonteerd tussen de twee voorstoelen

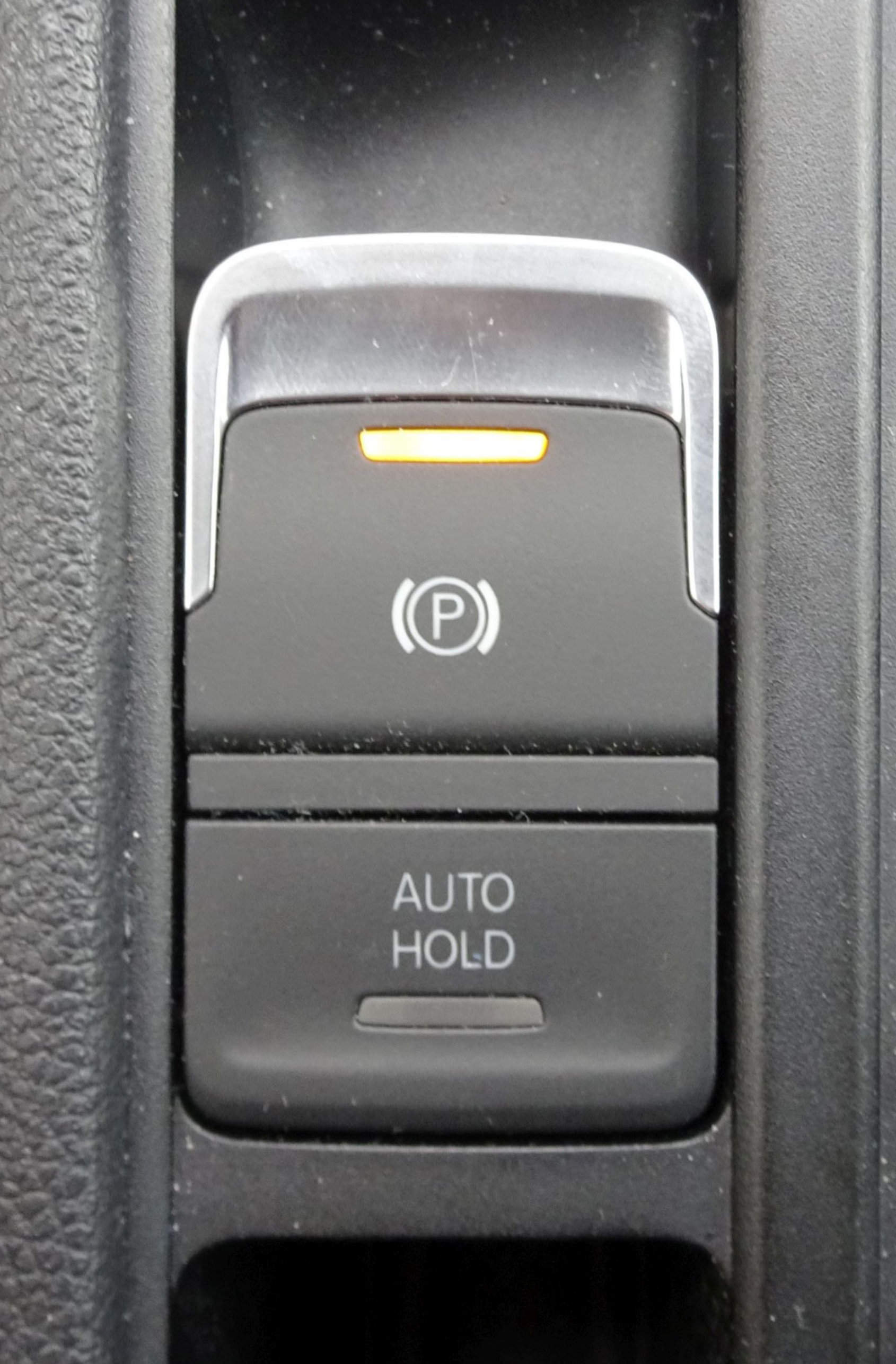
Elektronische handrem

Bij auto's dient de handrem als parkeerrem, dus niet om het rijdende voertuig tot stilstand te brengen. Meestal wordt de handrem bediend met een hendel tussen de twee voorstoelen. Door de rem aan te trekken wordt een mechanisme in werking gesteld waarbij de wielen worden vastgezet. Om de handrem te ontgrendelen moet eerst de knop aan het uiteinde van de hendel ingedrukt worden waarna de hendel naar beneden kan worden gedrukt. Enkele automerken hebben een ander type handrem, waarbij een hendel gedraaid moet worden. Deze bevindt zich dan vaak linksonder het stuur.
De handrem is ook nodig om de auto op een helling in beweging te brengen zonder dat de auto achteruit glijdt. De bestuurder kan namelijk met twee voeten, naast het gaspedaal en het koppelingspedaal, niet ook nog de voetrem bedienen.
In geval van nood, als de voetrem weigert, kan de handrem worden gebruikt om de auto tot stilstand te brengen. De handrem werkt altijd mechanisch zodat er vrijwel geen storingen ontstaan.
Volgens APK-eisen moet de handrem anderhalf keer het totale wagengewicht kunnen afremmen.
Bij een auto die voor een invalide bestuurder is aangepast, kan de gewone bedrijfsrem met de hand bediend worden. Zo'n auto heeft dus twee handremmen.

### Elektromechanische handrem
Steeds meer auto's worden uitgerust met een elektromechanische handrem, ook wel een elektronische handrem, of kortweg EPB (Electric Park(ing) Brake) genoemd. De elektromechanische handrem is (bij sommige automerken) zo geïnstalleerd dat hij automatisch in werking treedt bij het stopzetten van de motor van het voertuig. Ook kan het zo zijn dat hij automatisch uitgeschakeld wordt indien men bij het wegrijden de koppeling laat "opkomen" (dit om het ook mogelijk te maken dat de handrem gelost wordt bij het wegrijden vanaf een helling).

Deze handrem is dus bedoeld als parkeerrem en wordt elektronisch aangestuurd, waarbij de bestuurder met een knop het vasthoudmechanisme activeert en de remblokken elektrisch op de achterwielen worden bediend. Deze aansturing gebeurt door een elektronische regeleenheid (ECU) en een actuatormechanisme. Er zijn twee van dit soort mechanismen in productie, een kabelsystemen en een geïntegreerde remklauwsysteem. EPB-systemen kunnen worden beschouwd als een onderdeel van Brake-by-wire-technologie.
De elektromechanische parkeerrem werd voor het eerst geïnstalleerd in de BMW 7-serie (E65) uit 2001, en wordt sindsdien toegepast in veel auto's.

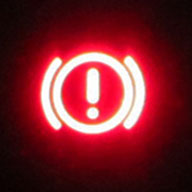
Lampje dat aangeeft dat de handrem in werking is